# Jamie Campbell Bower
Jamie Campbell Bower (født 22. november 1988) er en engelsk skuespiller, der er mest kendt for sin rolle som Anthony Hope i Tim Burtons i Sweeney Todd. 

## Baggrund
Campbell Bower er født i London, England. Han er gik på Bedales og er én af skaberne af foreningen National Youth Music Theatre. Han begyndte på sin skuespillerkarriere da veninde Laura Michelle Kelly, der er også med i Sweeney Todd, der anbefalet ham til sin agent. Samtidig med sit skuespil, er han også forsangeren i "The Darling Buds". Campbell Bower var fastansat model på Select Model Management i London.

## Filmografi
| År   | Film/Tv-serie                             | Rolle               | Bemærkninger        |
| ---- | ----------------------------------------- | ------------------- | ------------------- |
| 2007 | The Dinner Party                          | Douglas             | Tvfilm              |
| 2007 | Sweeney Todd                              | Anthony Hope        |                     |
| 2008 | RocknRolla                                | Rocker              |                     |
| 2008 | Winter in Wartime                         | Jack                |                     |
| 2009 | The Twilight Saga: New Moon               | Caius Volturi       |                     |
| 2009 | The Prisoner                              | Number 11-12        | Tv-serie (6 afsnit) |
| 2010 | Harry Potter og Dødsregalierne - del 1    | Gellert Grindelwald |                     |
| 2010 | London Boulevard                          | Whiteboy            |                     |
| 2011 | Camelot                                   | Kong Arthur         | Tvserie (10 afsnit) |
| 2011 | Harry Potter og Dødsregalierne - del 2    | Unge Grindelwald    | Ukrediteret         |
| 2011 | Anonymous                                 | Unge Oxford         |                     |
| 2011 | The Twilight Saga: Breaking Dawn - Part 1 | Caius Volturi       |                     |
| 2012 | The Twilight Saga: Breaking Dawn - Part 2 | Caius Volturi       |                     |
| 2013 | The Mortal Instruments: Dæmonernes by     | Jace Wayland        |                     |
| 2022 | Stranger Things: Season 4                 | Vecna/Henry         |                     |